# Monoporeia affinis
Monoporeia affinis (Synonym: Pontoporeia affinis) ist ein Flohkrebs aus der Familie der Pontoporeiidae, der in der Ostsee sehr häufig ist. Er ist aber ebenso im Süßwasser der skandinavischen Seen zu finden. Monoporeia affinis ist die einzige Art der Gattung Monoporeia.
Der Flohkrebs gilt als Relikt der letzten Eiszeit. Als der skandinavische Eisschild zu schmelzen begann, wanderte diese ursprünglich im Süßwasser beheimatete Art aus dem Gebiet der Barentssee in die Ostsee ein. Weitere Vorkommen gibt es in der Arktis.

## Merkmale
Monoporeia affinis wird bis zu 8 mm lang. Der Körper ist seitlich abgeflacht und gelblich bis weiß.  Die schwarzen Augen unterscheiden ihn vom nahe verwandten Pontoporeia femorata, der hellrote Augen aufweist und nicht im Brackwasser vorkommt. Monoporeia affinis hat zwei Paar kurze, kräftige Antennen. Die Pereiopoden sind kräftig, mit Borsten ausgestattet und zum Graben im Boden verbreitert.

## Lebensraum
Monoporeia affinis besiedelt das schlammige Substrat auf dem Boden der Ostsee in riesigen Mengen. Es wurden oft 10.000 bis 20.000 Individuen pro Quadratmeter gefunden, durchschnittlich sind es mehrere tausend. Der Flohkrebs ist mit der Baltischen Plattmuschel Macoma balthica vergesellschaftet und bildet mit dieser den größten Teil des Makrobenthos der Ostsee. Er ernährt sich hauptsächlich von Phytoplankton und zu Boden sinkendem Detritus, beeinflusst aber auch die Populationen der Baltischen Plattmuschel, nachdem sich die Muschellarven auf dem Boden festgesetzt haben. Der Flohkrebs kann mit seinen Scheren die Muschelschalen knacken, er kann aber auch durch das Graben von röhrenartigen Bauten die Ansiedlung der Muscheln behindern. Erst, wenn die Larven größer als 1 mm geworden sind, überleben sie die Angriffe der Flohkrebse.
Monoporeia affinis bildet die Hauptnahrung der Riesenasseln (Saduria entomon), der räuberischen Polychaeten Harmonthoe sarsi und der Dorsche.